# Har Rai
Har Rai (Panjabi ਹਰਿ ਰਾਇ; * 16. Januar 1630 in Hoshiarpur; † 6. Oktober 1661 in Rupnagar) war der siebte Guru der Sikhs. Er trat dieses Amt am 8. März 1644 an.

## Familie
Har Rai war der Sohn von Baba Gurdita und der Mata Nihal Kaur (auch bekannt als Mata Ananti Ji) und damit väterlicherseits der Enkel des sechsten Guru Har Gobind. 1697 heiratete er Mata Kishan Kaur (auch als Sulakhni bekannt), mit der er die Söhne Baba Ram Rai und Har Krishan zeugte.

## Leben
Einerseits folgte Har Rai der grundsätzlich pazifistischen Ausrichtung des Sikhismus. Zahlreiche Anekdoten überliefern etwa die Zerknirschung des Gurus, wenn er auch nur unabsichtlich Pflanzenzweige knickte. Andererseits führte Har Rai die militärischen Traditionen seines Großvaters Har Gobind fort und hielt permanent über 2.000 Mann unter Waffen. Er bereiste weite Teile Nordindiens und gründete dabei unter anderem 360 Missionsniederlassungen der Sikh (Manjis). Ein weiterer Schwerpunkt seines Wirkens war der Kampf gegen die Korruption.